# Küchlin (Adelsgeschlecht)

Wappen der Küchlins (Sempach 1386)

Die Herren Küchlin, auch Kucheli, Kuechlin oder Kuechle, waren ein süddeutsches Adelsgeschlecht im Raum Freiburg im Breisgau.

## Herkunft und verwandtschaftliche Beziehungen
Die Herren Küchlin waren eines der ältesten und bedeutendsten Adelsgeschlechter der Stadt Freiburg im Breisgau. Die erste urkundliche Erwähnung geht auf einen Ritter dct. Kucheli, plebanus in Wipprechtskilche (Wippertskirch) im Jahr 1234 zurück. Möglicherweise stammen die Herren Küchlin ursprünglich aus der Gegend um Basel. Dafür sprechen zwei Urkunden; die erste aus dem Jahr 1263, welche einen Heinricus, dictus Kücheli, Basiliensis noblis vir, und eine weitere vom 16. Oktober 1266, welche einen Heinricum dictum Koechilin Basiliensem nennt.
Vor allem im 13. Jahrhundert finden sich viele Urkunden, in denen die Herren Küchlin gemeinsam mit den Herren Geben, einem alten Freiburger Adelsgeschlecht, als Zeugen anwesend sind. Ebenso die Herren Aetscher, Trösch und von Urberg, die ebenfalls mit den Herren Geben verwandt waren. Im 14. Jahrhundert finden sich auch Heiratsverbindungen zwischen den Herren Küchlin und Geben: der Sohn des Johannes Geben (* um 1250, † 1324), der den Übernamen „Lüllech“ trug, und Guota von Urberg (* um 1255, † 12. April 1336). Johannes war mit der Tochter des Egelof Küchlin verheiratet.
Wie der laut Nekrolog des Klosters Günterstal am 21. Februar verstorbene Cunrat Tottikoven dictus Küchlin einzuordnen ist, ist nicht klar ersichtlich.

## Geschichte

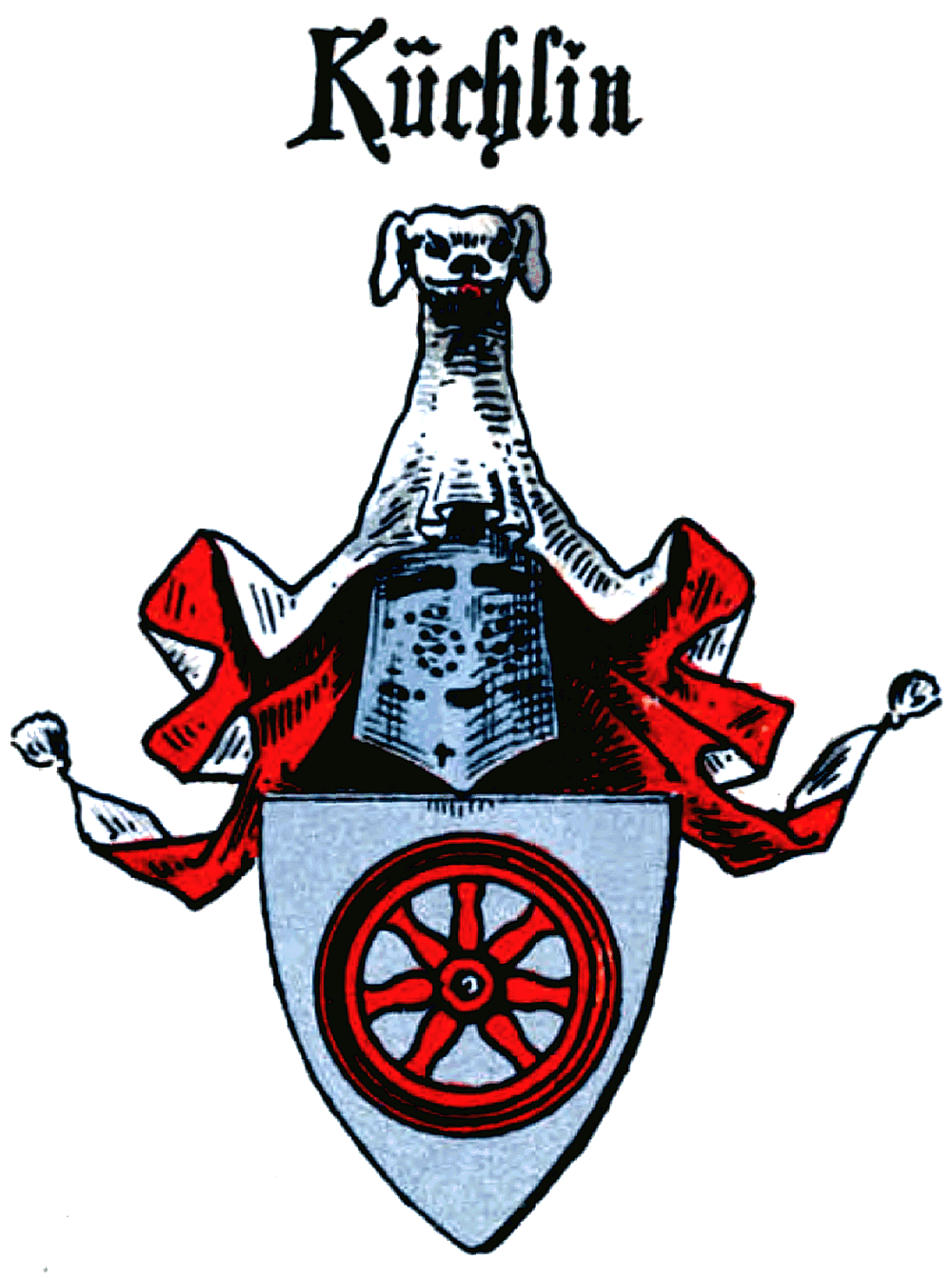
Wappen in Die Helden von Sempach, 1886

Die Brüder Rudolf und Conrad waren im 13. Jahrhundert Komture der Kommenden des Deutschen Ordens in Freiburg, Sundheim und Guebwiller. Am 20. Januar 1300 erwarb Egelolfus Küchlin das Weiherschloss in Waldkirch von den Herren von Schwarzenberg. Das später als „Küchlinsburg“ bezeichnete Wasserschloss lag an der Talmündung des Dettenbachs im Südosten der Stadt in der Nähe des St. Margarethenstifts. In der verlustreichen Schlacht bei Sempach am 9. Juli 1386 fielen aus der Familie die Ritter Egnolff und Haintzman Küchlin. 
Viele Angehörige des Geschlechts waren Bürger, Ratsherren und Bürgermeister der Stadt Freiburg. Sie besaßen auch Rechte z. B. in Hartheim, Eschbach, Opfingen, Hausen, Merzhausen, Au, Horben und Heuweiler, wo noch im 16. Jahrhundert der Küchlinshof bestand., Bis heute gibt es einen Küchlebauernhof in Oberried (Breisgau) und einen Küchlehof in Falkensteig. Beide Höfe wurde jahrhundertelang vom Bauerngeschlecht der Wiestler bewirtschaftet, deren Besitzer immer wieder als Küchlin(bauern) bezeichnet wurden, z. B. 1616, 1729. und 1785. Der Hof in Oberried wird 1494 mit einem Bläsy Küchlin. in Verbindung gebracht.
Die Brüder Hans, Egenolf und Rudolf Kuechlin wurden 1425 mit der Stadt Endingen am Kaiserstuhl-Kiechlinsbergen belehnt. Sie übten dort mithilfe ihrer Burg Kiechlinsbergen im Namen der Abtei Andlau als Untervögte der Üsenberger, dann als Vögte des Ortes, die Gerichtsbarkeit aus. Sie waren 1454 auch Lehnsleute des Klosters Günterstal. Der Nekrolog des Klosters Günterstal weist viele Damen Küchlin aus. Eine Adelheid Küchlin war dort Priorin. Sie starb am 21. Februar 1433. Im Stadtarchiv Bad Krozingen findet sich ein Siegel eines Schultheißen Egnolf Kuechli von 1460. Letzter des Rittergeschlechts war wohl Burkhard, 1565 Statthalter des Schultheißenamtes in Freiburg. 1709 fanden sich Träger des Namens Küchlin bzw. Ki(e)chlin in Pforzheim, Mengen, Tiengen, Opfingen und Wolfenweiler; deren (ggf. uneheliche) Abstammung vom Rittergeschlecht Küchlin nicht unwahrscheinlich ist. Der Name Küchlin (z. B. Karl Küchlin) kommt mit Abwandlungen im Breisgau immer noch vor.

## Wappen
In Silber ein sechsspeichiges rotes Rad, als Helmzier einen silbernen Brackenhals mit rotem Ohr und Zunge.

## Burgen
- Küchlinsburg; abgegangenes Wasserschloss bei Waldkirch
- Burg Kiechlinsbergen; abgegangene Burg im Ortsteil Kiechlinsbergen von Endingen am Kaiserstuhl

## Urkundenregesten des 13. Jahrhunderts
| Jahr      | Datum               | erwähnte Person(en) | Anmerkung | Quelle |
| --------- | ------------------- | --- | --- | --- |
| 1245      |                     | Albertus dict. der Trossche; Cüno dict. de Arra, milites; Anna (Trösch); Hedewigis (Trösch); Volchardus de Vrberc; Cunradus et Heinricus Küchelini | Conrad und Heinrich Küchelin als Zeugen eines Verkaufs eines Hauses in Breisach der Fam. Trösch | ZGORh. 12, S. 75 |
| 1256      | 11. Januar          | her Curat Chücheli | Verkauf der Burg Dunsel des Rudolf von Rathsamhausen an Graf Conrad von Freiburg | ZGORh. 9, S. 333 |
| 1262      | 2. März             | Heinrico milite dicto Chüchelin | Kompromissurteil eines Streits zwischen Kloster Willmarszell (St. Ulrich) und dem Ritter Hugo von Veltheim | ZGORh. 9, S. 352 |
| 1263      | 29. April           | Heinricus, dictus Kücheli, Basiliensis noblis vir                                                                                                  | Kompromiss zwischen dem Bistum Konstanz und der Deutschordenskommende Beuggen betreffend der Schenkung des Walther von Klingen eines Waldes „Guerra“ (wohl ein Schreibfehler, verm. soll es Werra heißen). | ZGORh. 28, S. 122 |
| 1266      | 16. Oktober         | Heinricum dictum Koechilin Basiliensem | Deutschherren St. Peterskirche | Urkundenbuch der Stadt Freiburg, 1828, Band 1, S. 64                                                                                             |
| 1269      | 14. August          | Heinrico dicto Chücheli | Schlichtung eines Streits zwischen dem Schultheissen Spenlin von Breisach und dem Kloster Günterstal | ZGORh. 9, S. 450 |
| 1270      | 21. Juni            | Johanne Köchlino | Kloster Adelhausen | Urkundenbuch der Stadt Freiburg, 1828, Band 1, S. 64                                                                                             |
| 1270      | 16. März            | meister Heinrich Küchelin; der von Urberch | Entscheid über die Rheinfischerei zwischen Stift Säckingen und Stadt Laufenburg | ZGORh. 12, S. 294 |
| 1276      | 6. April            | her Heinrich Kücheli | Testamentsbezeugung des Grafen Heinrich von Freiburg | ZGORh. 9, S. 462 |
| 1278      | Mai                 | Johans Kücheli, ritter; her Peter der Münzmeister; her Liuphrit Aschier                                                                            | Verkauf eines Hofes in Buchheim des Isenhart an das Kloster Günterstal | ZGORh. 9, S. 467 |
| 1280–1290 |                     | Herrn Johannes chuochlin | Aufzeichnung erlittenen Schadens zwischen 1280 und 1290, dabei wurde ein Eigenmann des Johannes Küchlin gefangen, dessen Auslösung 30 lib. kostete. Weiter wurden ihm drei Ochsen gestohlen. | Urkundenbuch der Stadt Freiburg, 1828, Band 1, S. 111                                                                                            |
| 1281      | 12. April           | Johannes Küchelinus; Heinricus Küchelinus; Lutfrido Aschier                                                                                        | Graf Heinrich von Freiburg verzichtet auf Ansprüche der Güter in Dunsel zu Gunsten des Klosters St. Trudbert. Auch ein „Arno dicto Werre“ wird darin genannt. | ZGORh. 10, S. 96 |
| 1283      | 17. Juni            | Cvnrado et Egelolfo dictis Kvchelin | Verkauf des Schlosses Alzenach durch Graf Egeno von Freiburg mit Wissen und Willen seiner Frau Katharina an das Johanniterhaus in Freiburg. | ZGORh. 10, S. 103 |
| 1284      | 1. Februar          | hern Heinrich Küchelin | Verkauf der Hälfte eines Hofes in Herdern durch Graf Egeno von Freiburg und seinen Vettern Friderich, Egen, Conrad und Gebhard von Fürstenberg. | ZGORh. 10, S. 109 |
| 1284      | 20. Juni            | Johannes Kücheli militis | Verkauf einer Wasserleitung | Urkundenbuch der Stadt Freiburg, 1828, Band 1, S. 101                                                                                            |
| 1289      | 13. Januar          | her Egilolf Kücheli; Peter der Münzmeister, Jacob sin bruder                                                                                       | Der Dompropst Conrad zu Konstanz verkauft seinem Bruder, dem Grafen Egeno von Freiburg die Pfarrkirche Freiburg, Müllheim und Badenweiler und das Recht dieselben mit Priestern zu besetzen. | ZGORh. 10, S. 234 |
| 1291      |                     | her Johannes Chücheli; Cuonrat gebene Gebene; sin bruoder; Cuonrat der trösche                                                                     | Privaturkunde der Familie Schnewlin. | Urkundenbuch der Stadt Freiburg, 1828, Band 1, S. 117                                                                                            |
| 1292      | 9. und 12. Dezember | Cunrat Chvchelin; hern Johannes Küchelin; hern Cuonrat Küchelin; hern Egenolf Küchelin; hern Lütfrit Atschier; hern Cuonrat Geben                  | Die Stadt Freiburg verspricht dem Deutschorden Entschädigung. | ZGORh. 10, S. 246; Urkundenbuch der Stadt Freiburg, 1828, Band 1, S. 119                                                                         |
| 1293      | 23. Januar          | her Egenolf Kücheln | Graf Albrecht von Hohenberg verkauft an Burkart den Turner, Bürger von Freiburg, die Herrschaft Wißneck, die Vogtei über das Kloster St. Märgen und anderes. Zeugen des Verkaufs sind „her Reinhart von Rütj, her Herman der Schriber, Kilcherre von Ebingen, her Cunrat, und her Johannes Snewilin, her Egenolf Kücheln, her Rudolf der Turner, ritter“ | Dr. Z. Schmid: Geschichte der Grafen von Zollern-Hohenberg und ihrer Grafschaft, nebst Urkundenbuch, Stuttgart, Gebrüder Scheitlin, 1882, S. 106 |
| 1297      | 23. August          | her Johannes Kücheli | Zeuge einer Vergabung an das Spital zum heiligen Geist | Urkundenbuch der Stadt Freiburg, 1828, Band 1, S. 145                                                                                            |
| 1298      | 23. Juni            | Rudolf Küchelin | Landkomtur der Deutschordenskommende | ZGORh., Bd. 24, S. 27 ref. Neugart 1. c. 2, 352                                                                                                  |